# 黒岩隆
黒岩 隆（くろいわ たかし、1945年- ）は、日本の詩人、精神科医。

## 略歴
愛知県名古屋市生まれ。広島大学医学部卒業。1966年より『詩学』に投稿を開始、詩誌『地球』などをへて、1972年『歴程』同人となる。1990年、神奈川県厚木市の相州病院理事長。2006年『海の領分』で日本詩歌句大賞、2017年『青蚊帳』で歴程賞、三好達治賞を受賞。2019年日本現代詩人会会長。

## 著書
- 『夕鶴抄 詩集』落合書店 1975
- 『海猫 詩集』花神社 1986
- 『星の家』思潮社 1994
- 『海の領分』書肆山田 2005
- 『あかときまで』書肆山田 2011
- 『青蚊帳』思潮社 2017